# Danique Tolhoek
Danique Tolhoek (Kapelle, 17 maart 2005) is een Nederlands voetbalster die als aanvalster uitkomt voor AFC Ajax in de Vrouwen Eredivisie, en ook voor Oranje Onder-23.

## Clubcarrière

### Jeugd
Danique Tolhoek begon met voetballen bij VV Kapelle toen ze vier jaar oud was. Op haar dertiende stapte ze over naar JVOZ (Jeugd Voetbal Opleiding Zeeland) in Vlissingen (spelend onder de licentie van VV Cortgene). Van daaruit maakte ze in 2021 de overstap  naar de beloften van Ajax. In het seizoen 2022/23 werd ze kampioen met het talententeam van Ajax Vrouwen. In de kampioenswedstrijd nam ze drie van de zes doelpunten tegen de beloften van ADO Den Haag voor haar rekening.

### Professional
Op 5 augustus 2023 tekende Tolhoek haar eerste contract voor Ajax, tot medio 2025.
Op 2 september 2023 maakte Tolhoek haar debuut voor Ajax in de verloren Supercupwedstrijd tegen FC Twente, toen ze enkele minuten voor het einde inviel voor Romée Leuchter. Precies een week later maakte ze haar debuut in de Champions League, in de met 3-0 gewonnen wedstrijd tegen FK Dinamo Minsk. Haar eerste optreden in een eredivisiewedstrijd volgde op 15 september 2023, toen ze vlak voor tijd inviel voor Tiny Hoekstra. Haar eerste doelpunt voor Ajax scoorde Tolhoek op 11 oktober 2023 in de Champions League, in de met 6-0 gewonnen uitwedstrijd tegen Zürich. "Een week daarvoor had ik met de techniektrainer precies op die actie getraind, met de bal onder de voet, het voetenwerk, het schieten op doel en het scoren. Dat was zo’n mooi moment." Haar eerste doelpunt in de eredivisie viel op 20 januari 2024 tegen Excelsior: 6-1.
In het seizoen 2024/25 werd Tolhoek clubtopscorer van Ajax met negentien doelpunten in 22 wedstrijden.

## Statistieken
| Seizoen | Club   | Competitie | Competitie | Competitie | Beker | Beker | Overig | Overig | Totaal | Totaal |
| Seizoen | Club   | Competitie | Wed.       | Dlp.       | Wed.  | Dlp.  | Wed.   | Dlp.   | Wed.   | Dlp.   |
| ------- | ------ | ---------- | ---------- | ---------- | ----- | ----- | ------ | ------ | ------ | ------ |
| 2023/24 | Ajax   | Eredivisie | 18         | 4          | 3     | 1     | 8      | 1      | 29     | 6      |
| 2024/25 | Ajax   | Eredivisie | 22         | 19         | 1     | 0     | 3      | 0      | 26     | 19     |
| Totaal  | Totaal | Totaal     | 40         | 23         | 4     | 1     | 11     | 1      | 55     | 25     |

Laatste update: 16 augustus 2025

## Interlandcarrière
Danique Tolhoek kwam uit voor Oranje O16, O17 en O19. Ze maakte deel uit van het team dat in juli 2023 op het EK Onder-19 in België de halve finale bereikte, daarin met 1-0 van Spanje verloor, maar wel plaatsing voor het WK Onder-20 in Colombia in 2024 realiseerde. Tolhoek maakte in 2023 zestien doelpunten voor Oranje Onder-19. Dat was de helft van de totale score van het team.
In 2024 werd Tolhoek voor het eerst opgeroepen voor het Nederlands elftal. Ze mocht mee op trainingsstage. Daarnaast komt ze uit voor Nederland -23.
1 Van Eijk ·
3 Noordermeer ·
4 Den Turk ·
6 Van de Velde ·
7 Derks ·
8 Spitse  ·
9 Tolhoek ·
10 Smits ·
11 Van Egmond ·
12 Van Hensbergen ·
13 Niënhuis ·
16 Noordman ·
17 Dostmohamed ·
19 Van Koppen ·
18 Van Oosten ·
20 Colin ·
21 Buikema ·
22 Van der Vliet ·
23 Keukelaar ·
24 De Klonia ·
27 Van Schoonhoven ·
Van Asten ·
Kip ·
Coach: Bruil
· Assistent-coach: Silooy